# Hilfe, meine Familie spinnt
Hilfe, meine Familie spinnt ist eine deutsche Fernsehserie von 1993. Die 26-teilige Serie ist eine Adaption der US-amerikanischen Fernsehserie Eine schrecklich nette Familie.

## Handlung
Jupp Strunk ist Schuhverkäufer und Fan vom SC Fortuna Köln. Zuhause in seinem Kölner Fertighaus muss er sich mit seiner aufdringlichen Ehefrau Roswitha und seinen nichtsnutzigen Kindern Biggi und Tim herumärgern. Oftmals kommt das Paar aus dem Nachbarhaus vorbei.

## Kritik
„… Hilfe, meine Familie spinnt ist eine fast wortgetreue Adaption der Erfolgs-Sitcom Eine schrecklich nette Familie. Die Originaldrehbücher wurden übernommen. Jeder einzelne Gag, aus den Originalfolgen schon bekannt, ist in der deutschen Version exakt gleich.“

Die Kritik fiel großenteils negativ aus – bemängelt wurde die zu enge Adaption des US-Originals ohne sinnvolle Anpassung an die deutschen Verhältnisse und die daraus resultierende mangelnde Originalität. Die taz befand die Serie für „strunklangweilig“. Auf Moviepilot.de belegte sie Platz eins in der Top 7 der deutschen Comedy-Serienverbrechen und wurde kommentiert mit den Worten „Dass von einem solchen Müll immerhin 26 Episoden gedreht wurden, zeigt nur, dass früher eben auch im deutschen TV nicht immer alles besser war.“ Christian Richter nannte die Serie in seiner Fernsehfriedhof-Kolumne auf Quotenmeter.de die „wahrscheinlich farbloseste Comedyserie des deutschen Fernsehens“.